# Хольцхайм (Ной-Ульм)
Хольцхайм (нем. Holzheim) — община в Германии, в земле Бавария.
Подчиняется административному округу Швабия. Входит в состав района Ной-Ульм. Население составляет 1764 человека (на 31 декабря 2010 года). Занимает площадь 7,60 км².
Коммуна подразделяется на 2 сельских округа.